# Mercedes-Benz Econic
Le Mercedes-Benz Econic est un camion de Mercedes-Benz. Le 10 000e exemplaire a été fabriqué en février 2011. Depuis 2018, il est commercialisé en Amérique du Nord sous la marque Freightliner sous le nom Econic SD.
Les moteurs sont notamment les mêmes que ceux des autobus Mercedes-Benz Citaro.

## Usage
Il est normalement destiné à la collecte des déchets, aux sapeurs-pompiers et aux services des pistes d'aéroport.

## Première génération (1998-2013)
| Modèle                                      | Cylindrée                                   | Puissance                                   | Couple                                      | Norme d’émission                            |
| Six-cylindres en ligne Mercedes-Benz OM 926 | Six-cylindres en ligne Mercedes-Benz OM 926 | Six-cylindres en ligne Mercedes-Benz OM 926 | Six-cylindres en ligne Mercedes-Benz OM 926 | Six-cylindres en ligne Mercedes-Benz OM 926 |
| ------------------------------------------- | ------------------------------------------- | ------------------------------------------- | ------------------------------------------- | ------------------------------------------- |
| 1824                                        | 7,2 L                                       | 175 kW (238 ch) à 2 200 tr/min              | 810 N m à 1 200 tr/min                      |                                             |
| 1829/2629                                   | 7,2 L                                       | 210 kW (286 ch) à 2 200 tr/min              | 1 100 N m à 1 250 tr/min                    |                                             |
| 1833 / 2633 / 3233                          | 7,2 L                                       | 240 kW (326 ch) à 2 200 tr/min              | 1 300 N m à 1 300 tr/min                    |                                             |
| Six-cylindres en ligne Mercedes-Benz M 906  |                                             |                                             |                                             |                                             |
| 1828 NGT / 2628 NGT                         | 6,9 L                                       | 205 kW (279 ch) à 2 200 tr/min              | 1 000 N m à 2 200 tr/min                    | Euro V                                      |

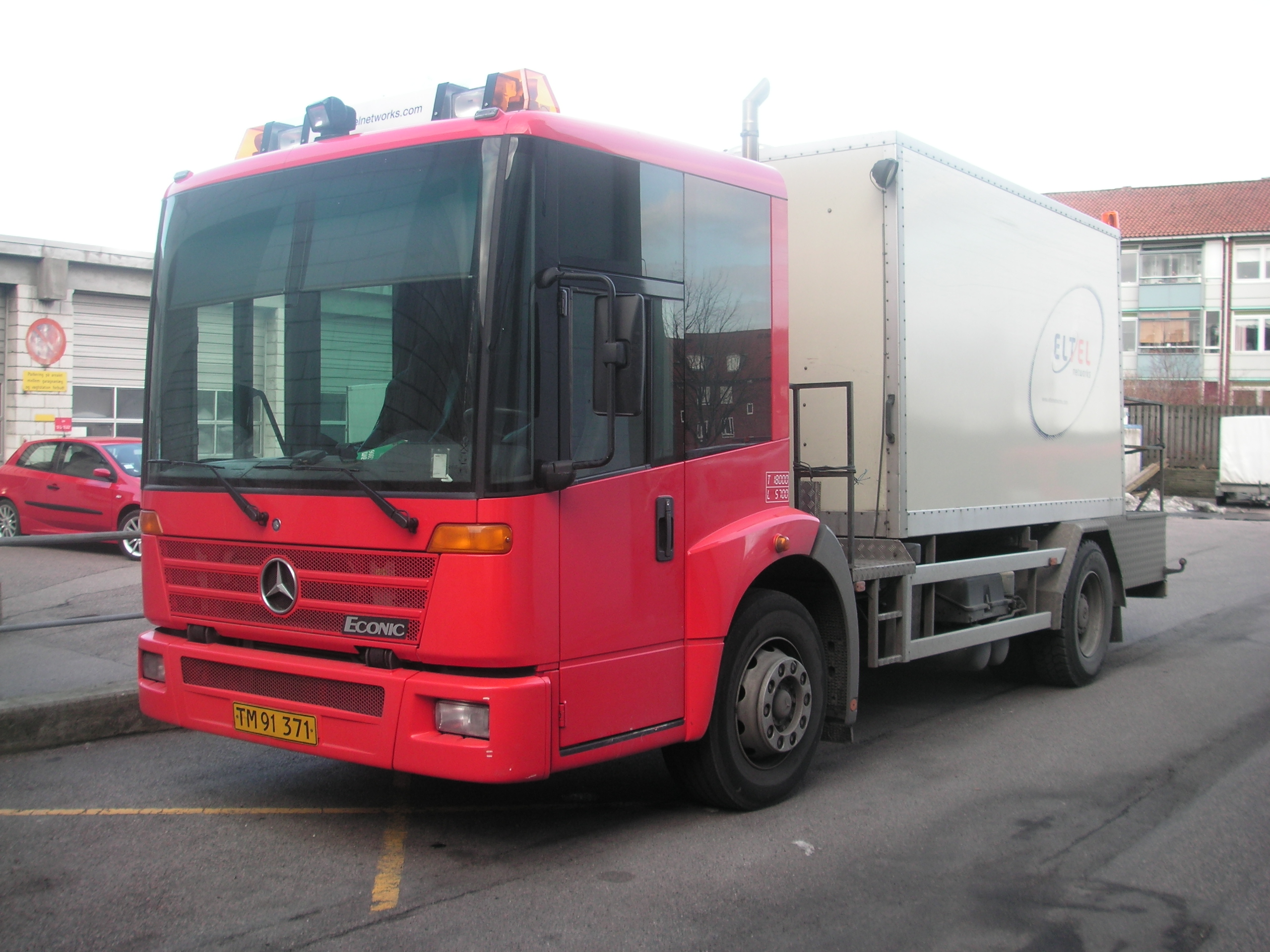
Mercedes-Benz Econic d’une entreprise d’énergie.
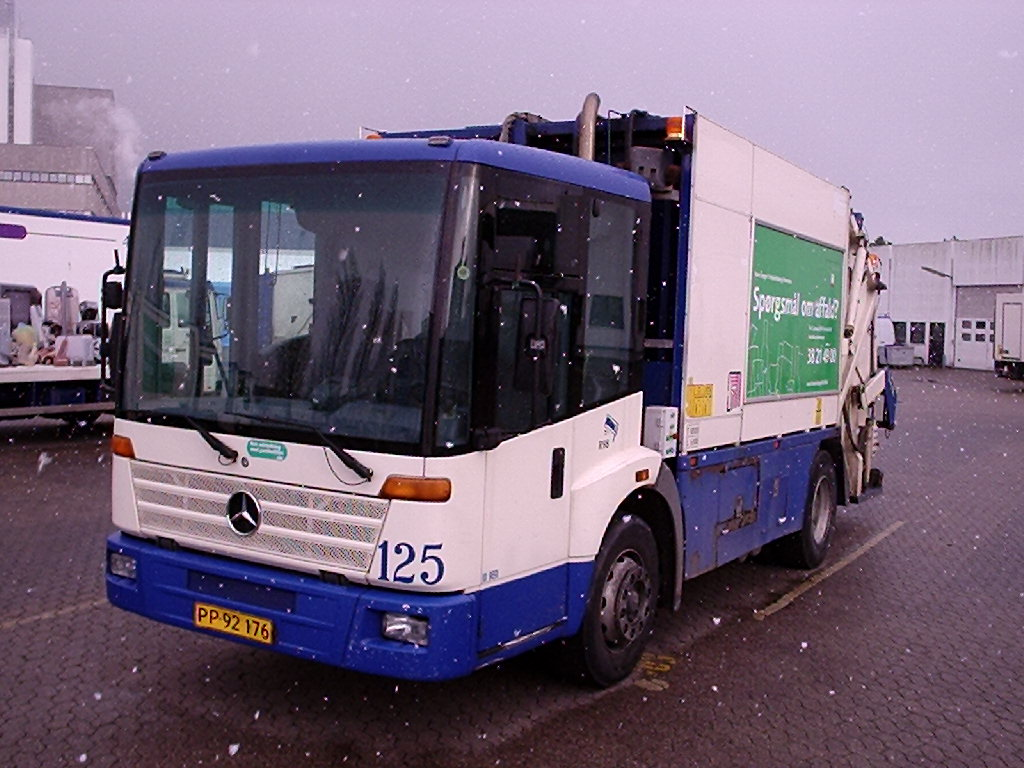
Mercedes-Benz Econic benne à ordures ménagères.
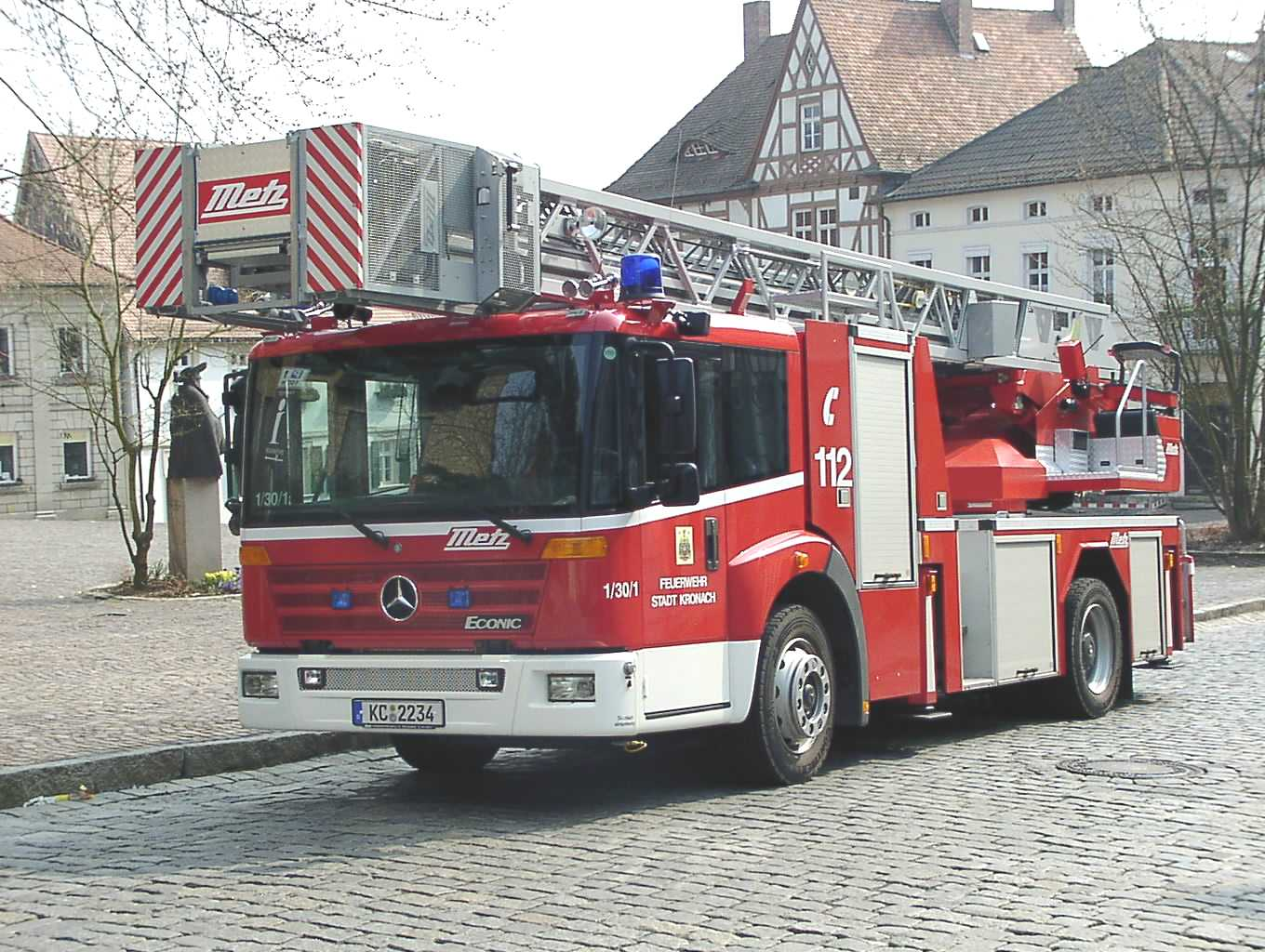
Grande échelle de pompiers sur un Econic modifié par Metz (Rosenbauer).
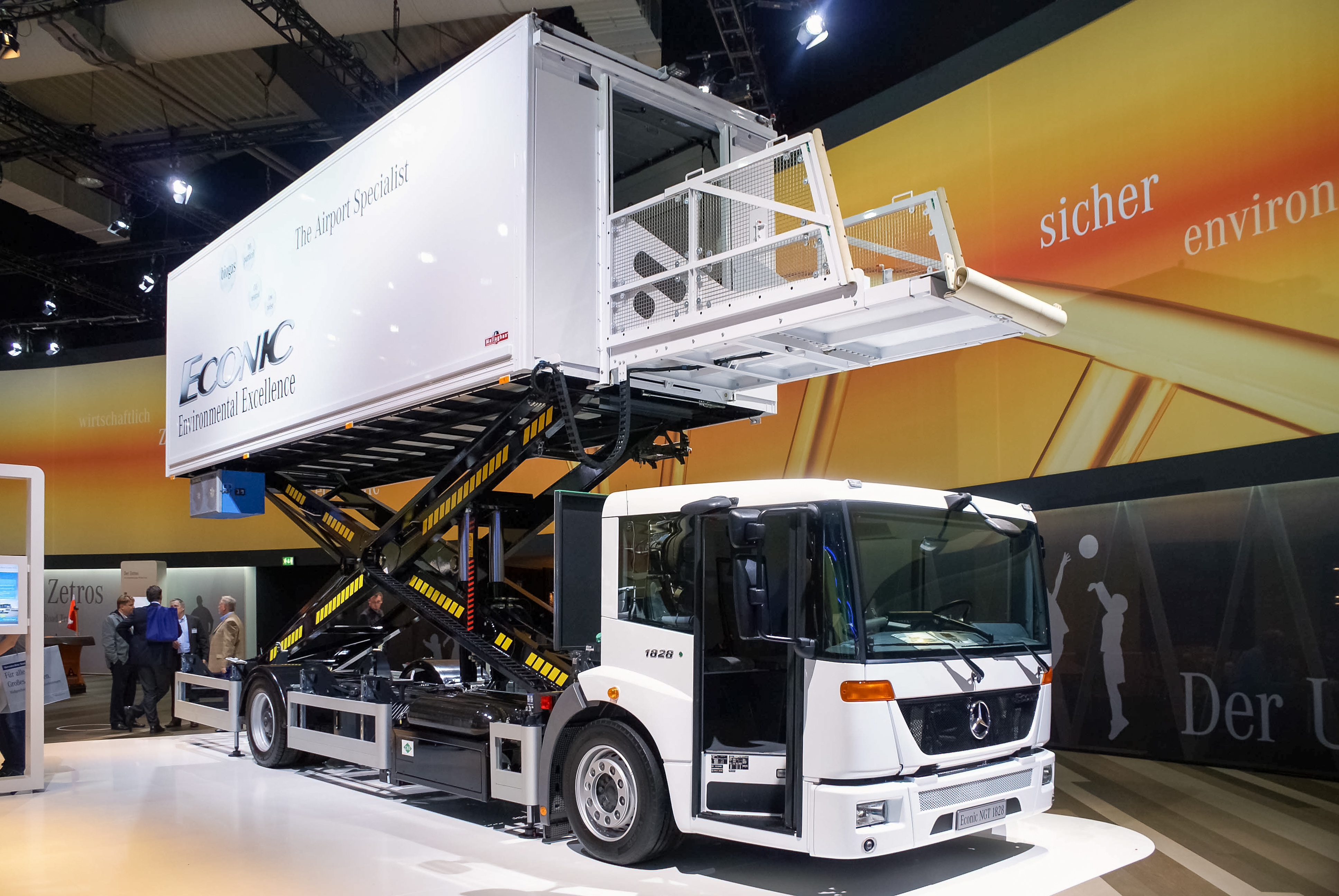
Mercedes-Benz Econic re-stylé, pour un usage aéroportuaire.

## Deuxième génération (depuis 2013)

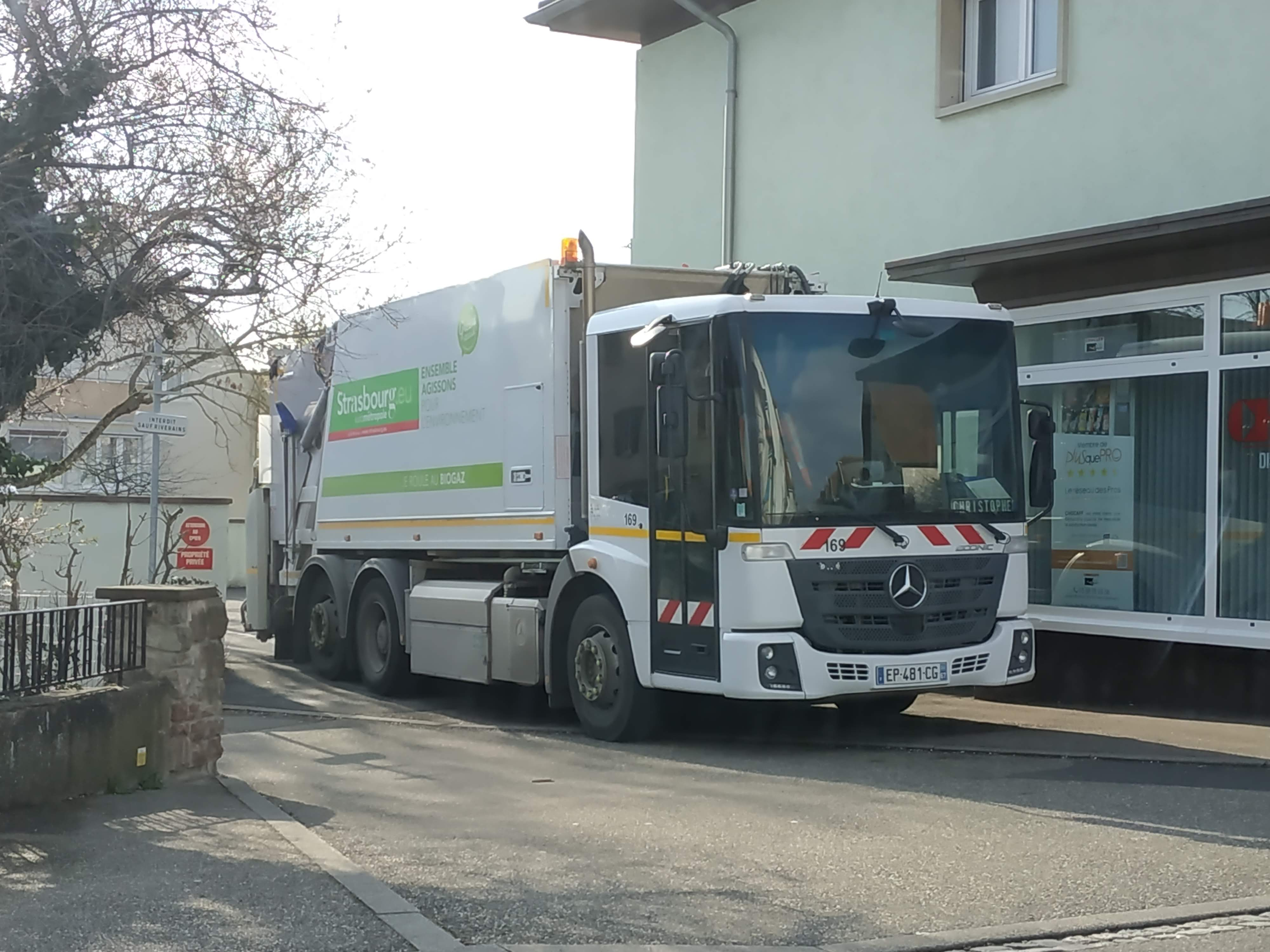
Econic II pour un usage camion-poubelle.

Seul le moteur 354 ch est disponible sur le Freightliner Econic SD.
| Modèle                                      | Cylindrée                                   | Puissance                                   | Couple                                      | Norme d’émission                            |
| Six-cylindres en ligne Mercedes-Benz OM 936 | Six-cylindres en ligne Mercedes-Benz OM 936 | Six-cylindres en ligne Mercedes-Benz OM 936 | Six-cylindres en ligne Mercedes-Benz OM 936 | Six-cylindres en ligne Mercedes-Benz OM 936 |
| ------------------------------------------- | ------------------------------------------- | ------------------------------------------- | ------------------------------------------- | ------------------------------------------- |
| 1830 / 2630                                 | 7,7 L                                       | 220 kW (299 ch)                             | 1 200 N m                                   | Euro VI                                     |
| 1835 / 2635                                 | 7,7 L                                       | 260 kW (354 ch)                             | 1 400 N m                                   | Euro VI                                     |